# Демократична армия на Гърция
Демократичната армия на Гърция (ДАГ) (на гръцки: Δημοκρατικός Στρατός Ελλάδας, ΔΣΕ) е армия, създадена от Гръцката комунистическа партия по време на Гръцката гражданска война от 1946-1949. Лидери на ДАГ са Никос Захариадис и Маркос Вафиадис. ДАГ е подкрепяна от Народната гражданска гвардия, тайната полиция на КПГ.

## История
След освобождаването на Гърция от окупацията на Германия, Декемврийските събития и споразумението от Варкиза (в което ЕЛАС, главната партизанска армия в Гърция, се съгласява да се разоръжи) започва гонение на граждани, комунисти и дейци на Националния освободителен фронт (ЕАМ). През 1945 година британските въоръжени сили заедно с националната армия на атинското правителство имат на свое разположение 60 000 войника, 200 танка и 80 самолета, за да водят борба с ЕАМ. В Гърция има 166 различни антикомунистически групи, като „Сурла“ и „Калабалики“ в Тесалия и „Пападопулос“ в Македония. Архивите на Д. С. Национална солидарност индикират, че до 31 март 1946 година в цялата страна са убити 1289 предполагаеми комунисти, 84931 души са арестувани, 165 са изнасилени, а имуществото на 18767 души е разграбено. Броят на арестуваните предполагаеми комунисти надхвърля 30000 души. Отговорните за убийствата според ДАГ са колаборационистките групи, националната гвардия, провинциалната полиция и членове на британските въоръжени сили.
След втория конгрес на КПГ през февруари 1946 година приблизително 250 леви милиции за самоотбрана, известни като Групи на демократичните въоръжени преследвани бойци (ОДЕКА), са сформирани в Гърция, общо около 3000 души. Повечето от милиционерите са бивши бойци на ЕЛАС. До април членовете на ОДЕКА нарастват до 4400 бойци, достигайки 5400 бойци през август. Между април и юни 1946 година бойците на ОДЕКА участват в 72 сблъсъка главно с гръцката жандармерия и паравоенни отряди на десницата. Първата координирана атака на ОДЕКА се провежда в нощта на 30 срещу 31 март 1946 година, когато група от 33 партизани напада станцията на жандармерията в Литохоро, убивайки 13 жандармеристи. Битката при Литохоро бележи началото на третата фаза на Гръцката гражданска война.
Комунистическата партия на Гърция ръководи въоръжената борба чрез Главното партизанско командване, създадено на 28 октомври 1946 година и оглавявано от Маркос Вафиадис. Заповед № 19 на Главното командване, издадена на 27 декември 1946 година, преименува партизанските групи на Демократичната армия на Гърция (ДАГ). Съответната заповед  включва следния коментар за ДАГ: „Това е националната народна революционна армия на новата демократична Гърция и се бори с оръжие в ръка за нашата национална независимост и за народна демокрация.“
През 1947 година КПГ и Демократичната армия сформират „Временно демократично правителство“ („Планинското правителство“) под премиерството на Маркос Вафиадис. С това КПГ става нелегална.
Освен въпроси, свързани с военните усилия, Временното правителство трябва да се справя с въпроси, свързани с „Народния закон“ на териториите, контролирани от ДАГ. Те са свързани със съдебната, финансовата и политическата система. Тъй като временното правителство се основава на политически сили, които се стремяха да установят социалистическа държава, решенията му са водени от тази политическа програма. Самоопределението на националните малцинства, живеещи в Гърция, е един от приоритетите. Временното правителство и КПГ възнамеряват да създадат Народна република Гърция, в която всички националности да работят заедно в социалистическа държава. Статия, написана от Никос Захариадис, изразява стратегията на КПГ след предвидената победа на Демократичната армия на Гърция по отношение на Македонския въпрос: „Македонският народ ще придобие независима, обединена държава с еднаква позиция в семейството на свободните народни републики на Балканите, в семейството на народните републики, към които ще принадлежи гръцкият народ. Македонският народ днес се бори за тази независима обединена държава с равноправна позиция и помага на ДАГ с цялата си душа...“ Политиката на самоопределение на Македония в рамките на Народна република е повторена по време на 5-то заседание на Централния комитет на КПГ , проведено през януари 1949 година, което обявява, че „македонският народ, участващ в освободителната борба, ще намери своята пълно национално утвърждаване, като те искат, давайки кръвта си за тази придобивка... Македонските комунисти трябва да обърнат голямо внимание на чуждите шовинистични и реакционни елементи, които искат да разрушат единството между гръцкия и македонския народ. Това само обслужва монархофашистите и британския империализъм...“
Временното правителство никога не постига международно признание. През първите две години, от 1946 година до началото на 1948 година, то контролира големи райони в провинцията, но нито един голям град. В същото време Гръцката армия, съветвана от британците до 1947 година и след това от военна делегация на САЩ, водена от генерал Джеймс Ван Флийт, установява гръцкото правителство в останалата част от страната, както и в международен план.
След фаталния удар в началото на 1948 година, когато III дивизия на ДАГ, наброяваща 20 000 мъже и жени, е напълно унищожена, ДАГ губи подкрепа в Южна Гърция, както и политическия и икономически контрол върху огромна област. Това беше началото на края на Гръцката гражданска война. В същото време усилията на щаба на ДАГ да превземе и задържи голям град на север като Коница или Лерин доведоха до катастрофално поражение на партизанската армия, която никога не се възстановява. От друга страна, ДАГ успява да постигне някои военни победи през 1948 година и началото на 1949 година в битката при Карпениси, битката за Негуш и битката за Кардица. В същото време ДАГ има огромен проблем по отношение на резервите. Повечето мъже и жени, способни и желаещи да се присъединят към нейните редици, са хвърлени в затвора или не успяват да достигнат райони, контролирани от ДАГ.
Една от най-големите битки на тригодишната Гръцка гражданска война се провежда в планините Грамос през 1948 година. Операцията се проведе, след като гръцката армия осигурява Пелопонес с победата над III дивизия на ДАГ. В битката на Грамос с кодовото име Операция „Коронис“ силите на гръцката армия разполагат 70 000 войници, докато ДАГ има 12 000 бойци. Битката продължава от 16 юни до 21 август 1948 година. На този ден силите на ДАГ, след упорита битка, се оттеглят на албанска територия и се реформират на Вич. Маневрата от Грамос до Вич се смята за едно от най-важните тактически действия на ДАГ по време на войната от военна гледна точка. Следва голяма победа на ДАГ в Битката на Дъмбенската планина от август - септември 1948 година.
В края на август 1949 година Правителствената армия, контролираща по-голямата част от Гърция, с помощта и водачеството на американското правителство стоварва 180 000 войници и в Операция „Пирсос“ побеждава ДАГ с около 7000 души на фронта Грамос - Вич. След тази загуба бойците на ДАГ пресичат границата в Албания и се установяват по лагери в новосъздадената социалистическа република, а главната група от войници се установява в Ташкент.
В Лерин е издигнат паметник на ДАГ, дело на скулптора Мемос Макрис.

## Последици
Гражданската война оставя страната в руини. Много от младежите на нацията са убити на бойното поле, затворени в затвора или стават политически бежанци. Политическата ситуация е доста нестабилна през по-голямата част от следващите две десетилетия – решаващият фактор, довел до гръцката военна хунта от 1967 – 1974 година. Призракът на Гражданската война преследва Гърция дълги години след това. През 1981 година, когато партията Общогръцко социалистическо движение (ПАСОК) идва на власт в Гърция след дълъг период на доминиране на дясното крило, политическите бежанци от ДАГ най-накрая получават разрешение да се завърнат в родината си от новия Министър на вътрешните работи Георгиос Гениматас, но само ако са „гърци по род“. Маркос Вафиадис също се завръща в Гърция, подкрепя правителството на ПАСОК и е избран за депутат от ПАСОК.
През 1989 година гръцкият парламент гласува единодушно закон, който обявява тригодишната война от 1946–1949 година формално като „Гръцка гражданска война“ и приема бившите „комунистически бандити“ като „Бойци на ДАГ“, давайки на някои от тях привилегии за пенсия.

## Награди
На 4 април 1948 година Временното демократично правителство издава указ 13, с който се постановяват награди и отличия за показана необикновена храброст и смелост, както и за отличителна служба по време на войната от отделни войници на ДАГ, както и от военни части. С горепосочения закон са установени следните награди и отличия:
- Медал за военна доблест, Първа и втора степен
- Медал Електра
- Медал за отличен снайперист
- Медал за отличен саботьор
- Медал за отличителна служба в окупиран град
- Медал за артилерийски заслуги
- Медал за военноморски заслуги
- Медал за заслуги в монархическо-фашистката армия
- Медал за разрушаване на самолет
- Медал за разрушаване на танк
- Медал за отлична разузнавателна служба
- Значка за рана
- Отличие за минала служба в ЕЛАС
- Отличие за старшинство[11]

Указът на Временното демократично правителство от 24 март 1949 година награждава 33 участници в битката за Литохоро с Медал за военна доблест с надпис „Литохоро“. Общо 970 бойци от ДАГ получават медали по време на Гражданската война в Гърция, от които 557 мъже и 413 жени.

## Клетва
Следният текст е клетвата на бойците на ДАГ, с който са се заклевали. По време на записването си те са произнасяли следното:
| „ | Аз, дете на гръцкия народ и боец от ДАГ, кълна се да се сражавам с оръжие в ръка, да пролея кръвта си и дори да дам живота си, за да прогоня от родна почва и последния чужд окупатор. Да пропъдя всяка следа от фашизма. Да осигуря и защитя националната независимост и териториалния интегритет на моята родина. Да осигуря и защитя демокрацията, честта, работата, бъдещето и прогреса на моя народ. Кълна се да бъда добър, смел и дисциплиниран войник, да изпълнявам задачите на началниците, да спазвам всички разпоредби и да не издавам никакви тайни на ДАГ. Кълна се да бъда добър пример на народа, да насърчавам народното единство и помирение и да избягвам всякакви действия, които ме унижават и обезчестяват, като човек и като боец. Моят идеал е свободна и силна демократична Гърция и прогресът и просперитетът на народа. И в служба на моят идеал аз предлагам оръжието и живота си. Ако се покажа като лъжец, и с лошо намерение наруша клетвата си, нека отмъстителната ръка на народа, и омразата и презрението на народа се изсипят неумолимо върху ми. | “ |